# Ranakpur
Ranakpur (hindi: रणकपुर, átírva: Raṇakpur) falu India ÉNy-i részén, Rádzsasztán államban, Udaipurtól kb. 90 km-re északra. A település a dzsaina templomegyütteséről ismert. 
Az Arávali-hegység egy erdős völgyében áll a templomkomplexum, amelynek fő temploma, az Ádináth-templom, a dzsainák öt legfőbb szent zarándokhelyeinek egyike. A 15. századi fehér márványtemplomot nagy mérete és építészeti összetettsége, különleges építészeti és szobrászati díszítése teszi kiemelkedővé. 

## Galéria

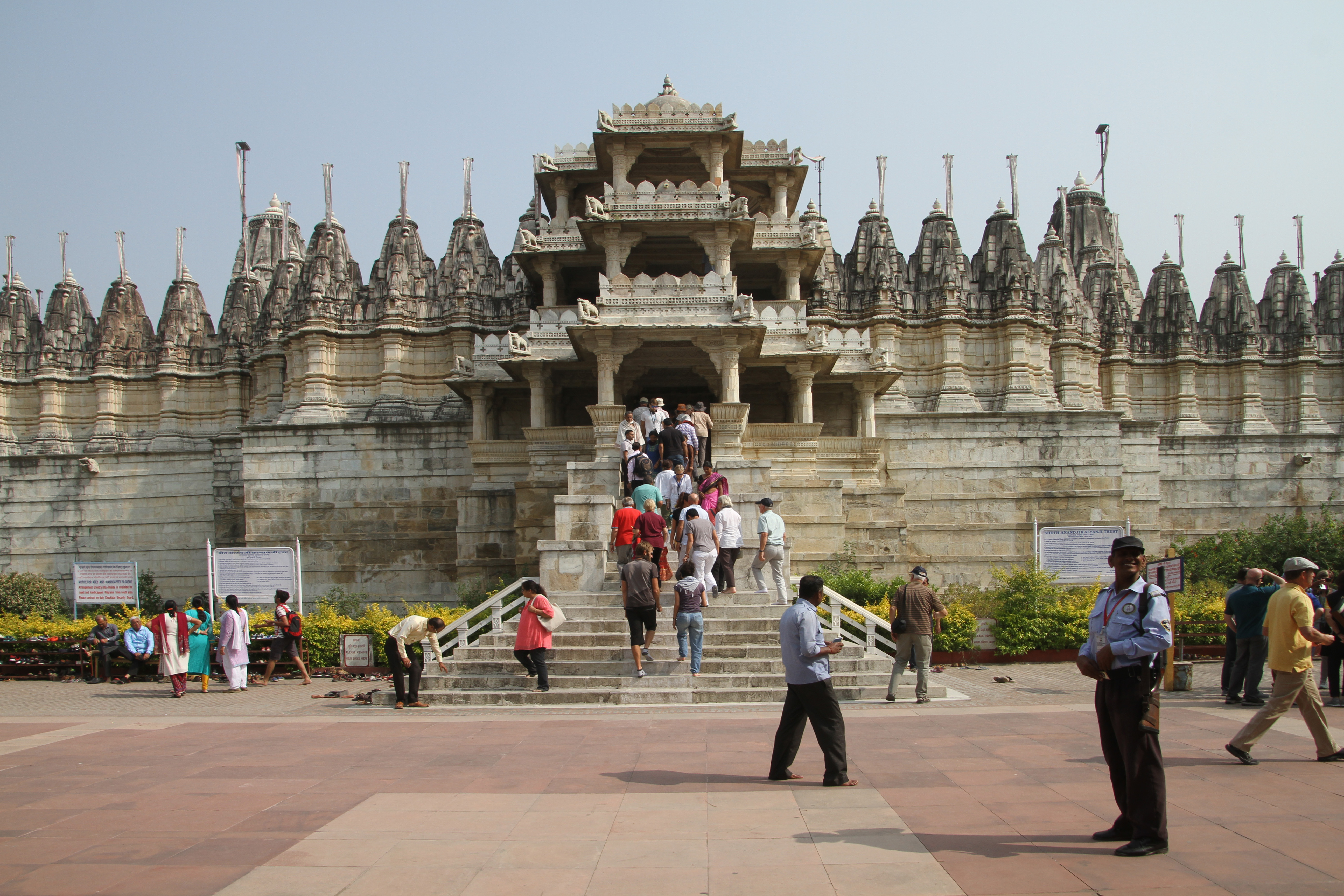
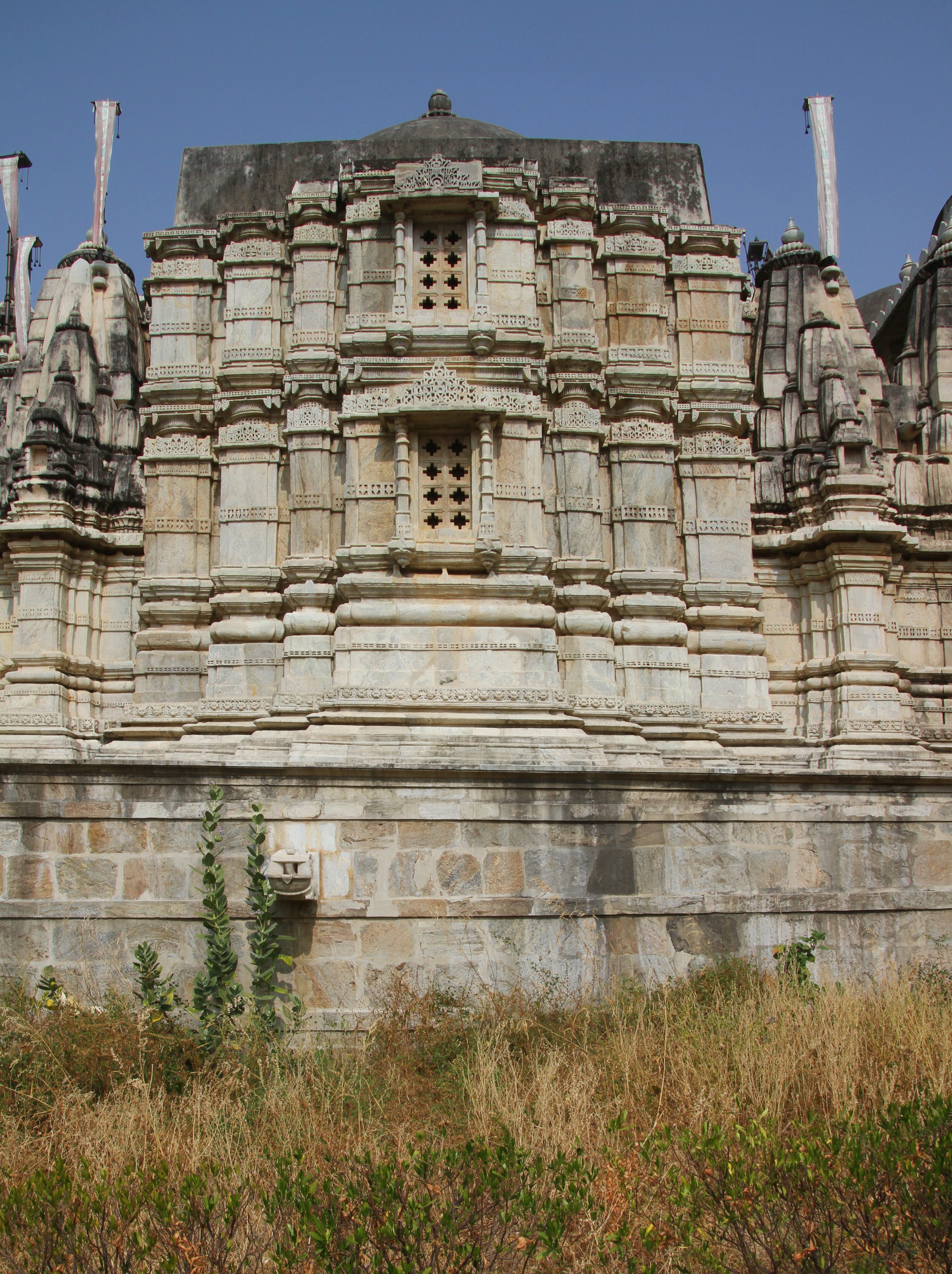
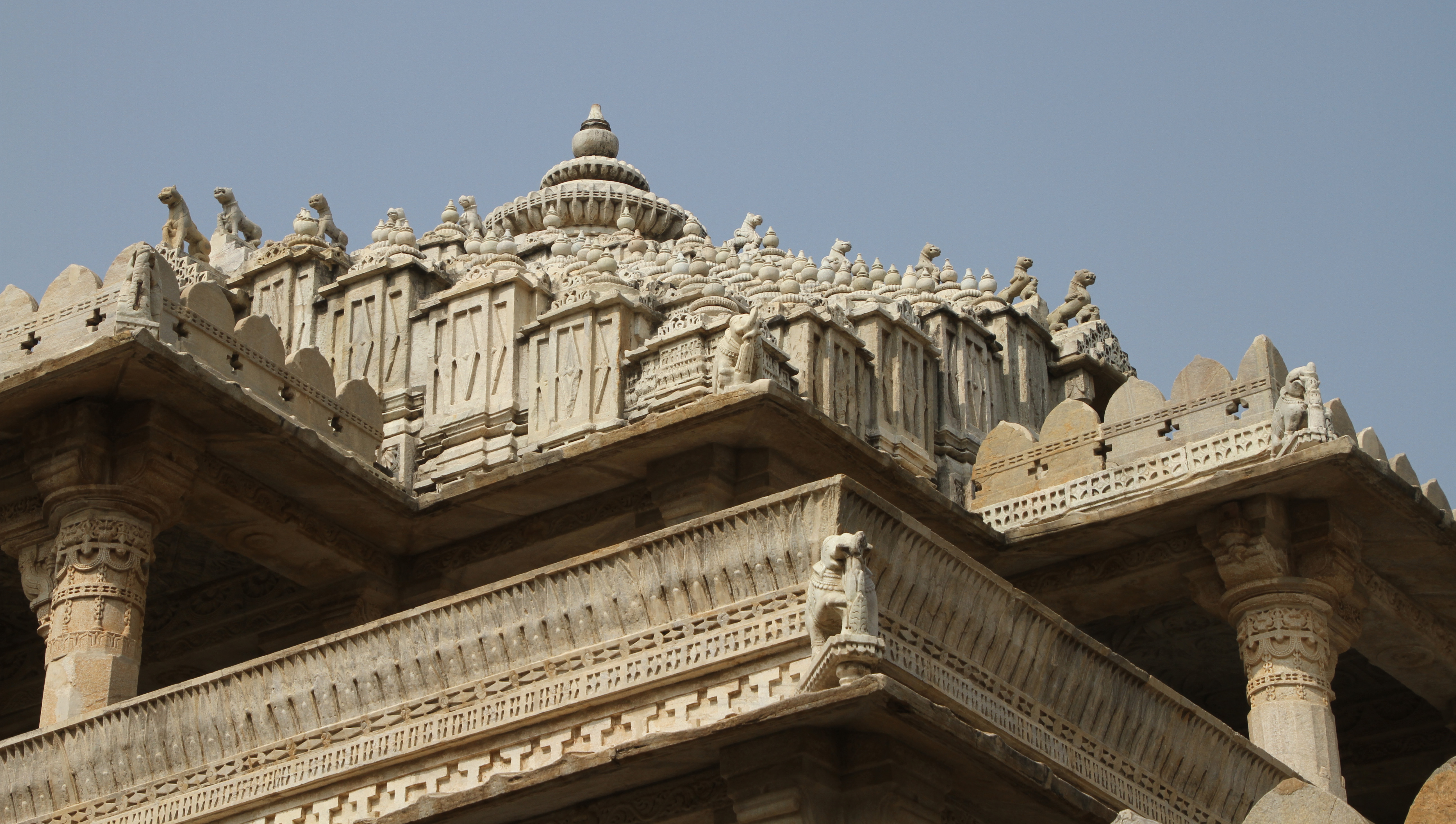
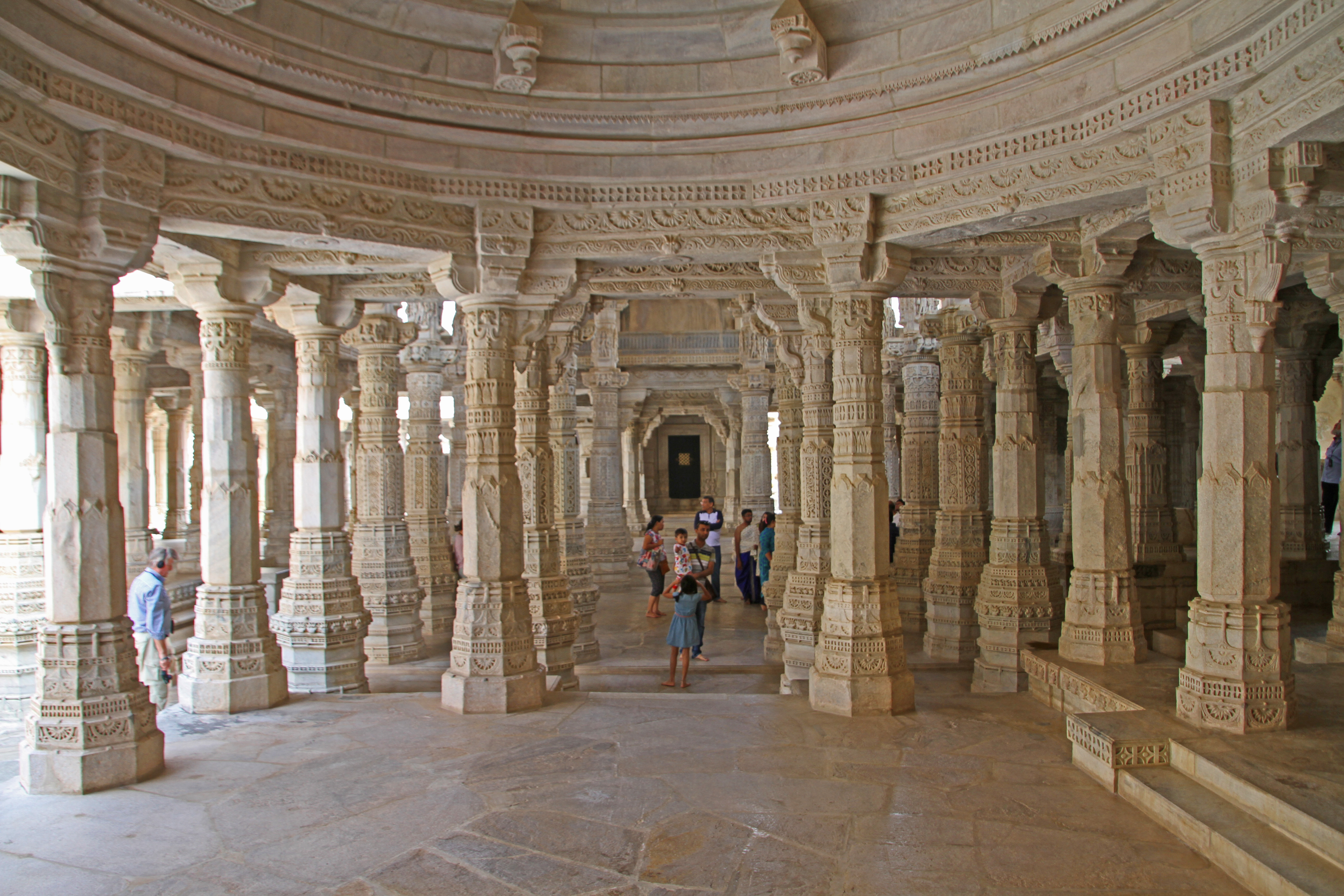
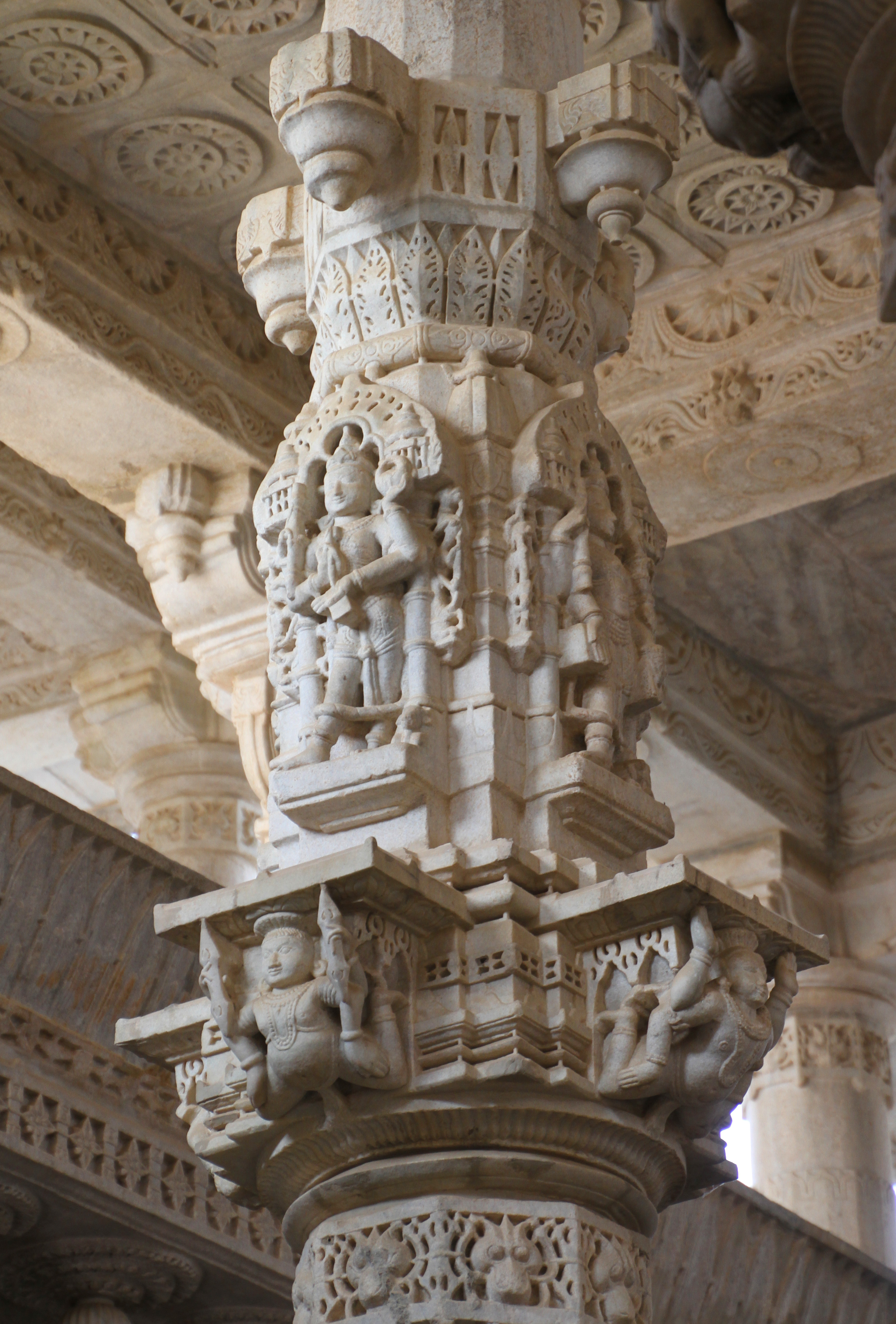
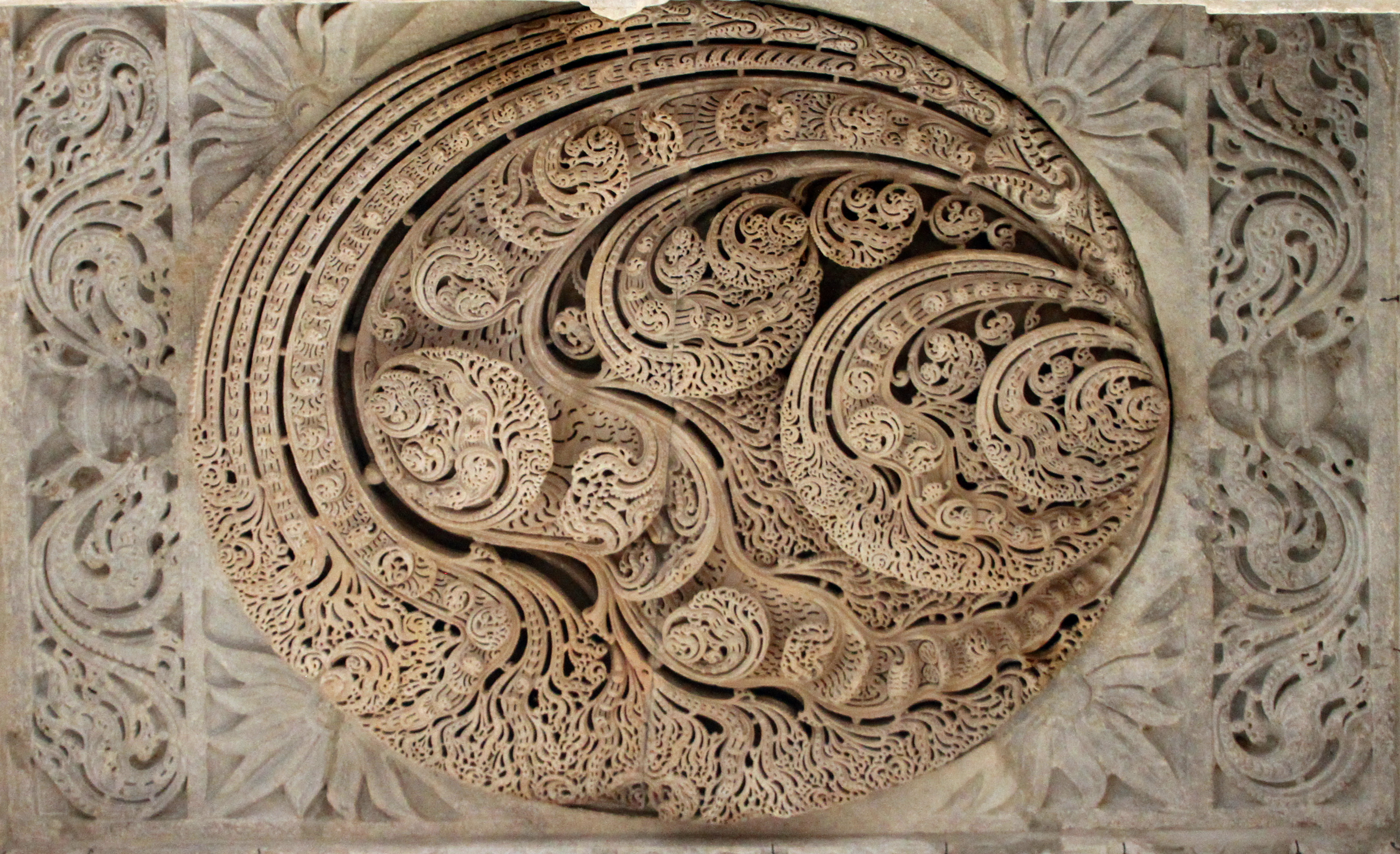
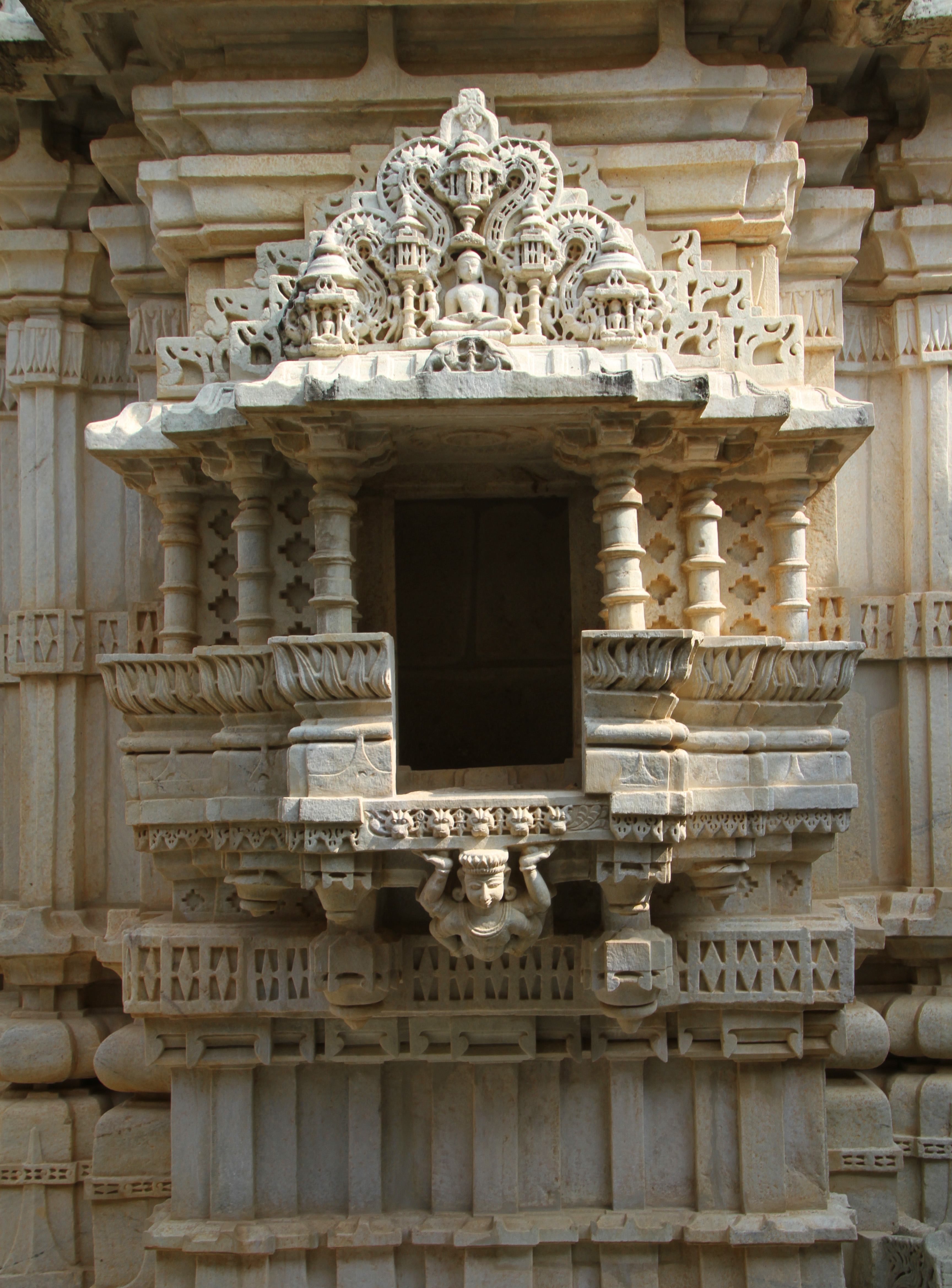
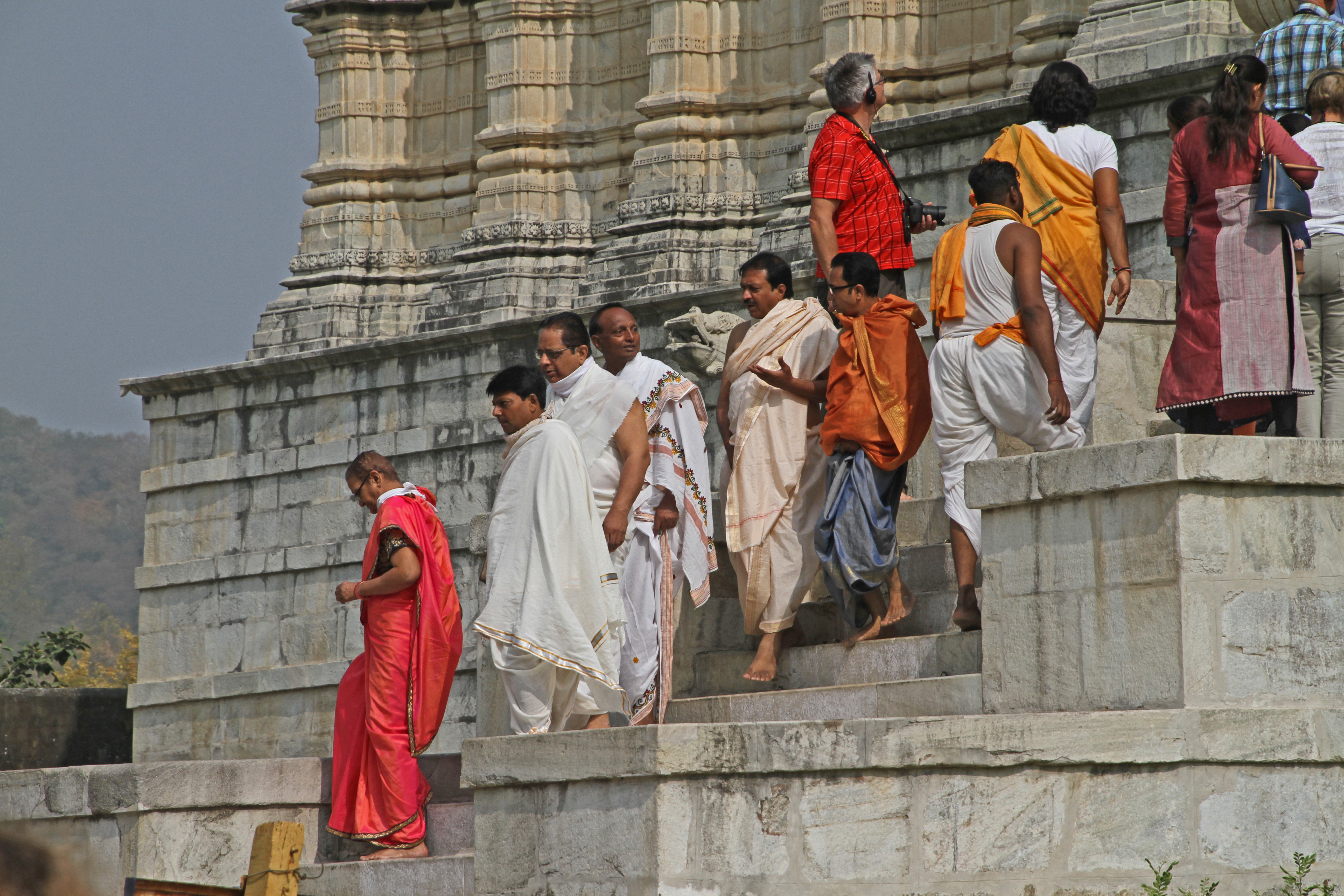

## Fordítás
- Ez a szócikk részben vagy egészben  a   Ranakpur című angol Wikipédia-szócikk fordításán alapul.  Az eredeti cikk szerkesztőit annak laptörténete sorolja fel. Ez a jelzés csupán a megfogalmazás eredetét és a szerzői jogokat jelzi, nem szolgál a cikkben szereplő információk forrásmegjelöléseként.